# 遞信省 (日本)
遞信省（日语：／ Teishinshō */?）是日本曾設置過的中央行政機關（1885年12月22日－1943年11月1日），管轄交通、通信（包含郵政與電信）、電力等事務。二戰後曾短暫復活（1946年－1949年），但此時期只管轄通信事務；1949年6月1日解散，分拆為郵政省與電氣通信省。遞信省也是現今之總務省、日本郵政（JP）及日本電信電話（NTT）的共同前身。
1887年，遞信省取讀音片假名的頭文字制定郵便記號「〒」，沿用至今。

## 歷代遞信大臣
| 遞信大臣（第1期）        | 遞信大臣（第1期） | 遞信大臣（第1期）                    | 遞信大臣（第1期） |
| 代                       | 姓名              | 內閣                                 | 就任日期 |
| ------------------------ | ----------------- | ------------------------------------ | --- |
| 1                        | 榎本武揚          | 第1次伊藤內閣 黑田內閣               | 1885年12月22日－1889年3月22日 （1888年4月30日－1888年7月25日、臨時兼任農商務大臣）                                           |
| 2                        | 後藤象二郎        | 黑田內閣 第1次山縣內閣 第1次松方內閣 | 1889年3月22日－1892年8月8日                                                                                                  |
| 3                        | 黑田清隆          | 第2次伊藤內閣                        | 1892年8月8日－1895年3月17日                                                                                                  |
| 4                        | 渡邊國武          | 第2次伊藤內閣                        | 1895年3月17日－1895年10月9日 （1895年8月27日－1895年10月9日、兼任大藏大臣）                                                  |
| 5                        | 白根專一          | 第2次伊藤內閣 第2次松方內閣          | 1895年10月9日－1896年9月26日                                                                                                 |
| 6                        | 野村靖            | 第2次松方內閣                        | 1896年9月26日－1898年1月12日                                                                                                 |
| 7                        | 末松謙澄          | 第3次伊藤內閣                        | 1898年1月12日－1898年6月30日                                                                                                 |
| 8                        | 林有造            | 第1次大隈內閣                        | 1898年6月30日－1898年11月8日                                                                                                 |
| 9                        | 芳川顯正          | 第2次山縣內閣                        | 1898年11月8日－1900年10月19日                                                                                                |
| 10                       | 星亨              | 第4次伊藤內閣                        | 1900年10月19日－1900年12月21日                                                                                               |
| 11                       | 原敬              | 第4次伊藤內閣                        | 1900年12月22日－1901年6月2日                                                                                                 |
| 12                       | 芳川顯正          | 第1次桂內閣                          | 1901年6月2日－1903年7月17日                                                                                                  |
| 13                       | 曾禰荒助          | 第1次桂內閣                          | 1903年7月17日－1903年9月22日 由大藏大臣兼任                                                                                  |
| 14                       | 大浦兼武          | 第1次桂內閣                          | 1903年9月22日－1906年1月7日                                                                                                  |
| 15                       | 山縣伊三郎        | 第1次西園寺內閣                      | 1906年1月7日－1908年1月14日                                                                                                  |
| 16                       | 原敬              | 第1次西園寺內閣                      | 1908年1月14日－1908年3月25日 由內務大臣兼任                                                                                  |
| 17                       | 堀田正養          | 第1次西園寺內閣                      | 1908年3月25日－1908年7月14日                                                                                                 |
| 18                       | 後藤新平          | 第2次桂內閣                          | 1908年7月14日－1911年8月30日                                                                                                 |
| 19                       | 林董              | 第2次西園寺內閣                      | 1911年8月30日－1912年12月21日 （1911年8月30日－1911年10月16日、臨時兼任外務大臣）                                            |
| 20                       | 後藤新平          | 第3次桂內閣                          | 1912年12月21日－1913年2月20日                                                                                                |
| 21                       | 元田肇            | 第1次山本內閣                        | 1913年2月20日－1914年4月16日                                                                                                 |
| 22                       | 武富時敏          | 第2次大隈內閣                        | 1914年4月16日－1915年8月10日                                                                                                 |
| 23                       | 箕浦勝人          | 第2次大隈內閣                        | 1915年8月10日－1916年10月9日                                                                                                 |
| 24                       | 田健治郎          | 寺內內閣                             | 1916年10月9日－1918年9月29日                                                                                                 |
| 25                       | 野田卯太郎        | 原內閣 高橋內閣                      | 1918年9月29日－1922年6月12日                                                                                                 |
| 26                       | 前田利定          | 加藤（友）內閣                       | 1922年6月12日－1923年9月2日                                                                                                  |
| 27                       | 犬養毅            | 第2次山本內閣                        | 1923年9月2日－1924年1月7日 （1923年9月2日－1923年9月6日、兼任文部大臣）                                                      |
| 28                       | 藤村義朗          | 清浦內閣                             | 1924年1月7日－1924年6月11日                                                                                                  |
| 29                       | 犬養毅            | 加藤（高）內閣                       | 1924年6月11日－1925年5月30日                                                                                                 |
| 30                       | 安達謙藏          | 加藤（高）內閣 第1次若槻內閣         | 1925年5月30日－1927年4月20日                                                                                                 |
| 31                       | 望月圭介          | 田中（義）內閣                       | 1927年4月20日－1928年5月23日                                                                                                 |
| 32                       | 久原房之助        | 田中（義）內閣                       | 1928年5月23日－1929年7月2日                                                                                                  |
| 33                       | 小泉又次郎        | 濱口內閣 第2次若槻內閣               | 1929年7月2日－1931年12月13日                                                                                                 |
| 34                       | 三土忠造          | 犬養內閣                             | 1931年12月13日－1932年5月26日                                                                                                |
| 35                       | 南弘              | 齋藤內閣                             | 1932年5月26日－1934年7月8日                                                                                                  |
| 36                       | 床次竹二郎        | 岡田內閣                             | 1934年7月8日－1935年9月8日                                                                                                   |
| 37                       | 岡田啓介          | 岡田內閣                             | 1935年9月9日－1935年9月12日 由內閣總理大臣兼任                                                                               |
| 38                       | 望月圭介          | 岡田內閣                             | 1935年9月12日－1936年3月9日                                                                                                  |
| 39                       | 賴母木桂吉        | 廣田內閣                             | 1936年3月9日－1937年2月2日                                                                                                   |
| 40                       | 山崎達之輔        | 林內閣                               | 1937年2月2日－1937年2月10日 由農林大臣兼任                                                                                   |
| 41                       | 兒玉秀雄          | 林內閣                               | 1937年2月10日－1937年6月4日                                                                                                  |
| 42                       | 永井柳太郎        | 第1次近衛內閣                        | 1937年6月4日－1939年1月5日                                                                                                   |
| 43                       | 鹽野季彥          | 平沼內閣                             | 1939年1月5日－1939年4月7日 由司法大臣兼任                                                                                    |
| 44                       | 田邊治通          | 平沼內閣                             | 1939年4月7日－1939年8月30日                                                                                                  |
| 45                       | 永井柳太郎        | 阿部內閣                             | 1939年8月30日－1940年1月16日 （1939年8月30日－1939年11月29日、兼任鐵道大臣）                                                 |
| 46                       | 勝正憲            | 米內內閣                             | 1940年1月16日－1940年7月22日                                                                                                 |
| 47                       | 村田省藏          | 第2次近衛內閣 第3次近衛內閣          | 1940年7月22日－1941年10月18日 （1940年7月22日－1940年9月28日、兼任鐵道大臣） （1941年7月18日－1941年10月18日、兼任鐵道大臣） |
| 48                       | 寺島健            | 東條內閣                             | 1941年10月18日－1943年10月8日 （1941年10月18日－1941年12月2日、兼任鐵道大臣）                                                |
| 49                       | 八田嘉明          | 東條內閣                             | 1943年10月8日－1943年11月1日 由鐵道大臣兼任                                                                                  |
| 通信院總裁（運輸通信省） |                   |                                      | |
|                          | 小松茂            | 東條內閣                             | 1943年11月1日－1944年4月11日                                                                                                 |
|                          | 鹽原時三郎        | 東條內閣 小磯內閣 鈴木（貫）內閣     | 1944年4月11日－1945年5月19日                                                                                                 |
| 遞信院總裁（內閣）       |                   |                                      | |
|                          | 鹽原時三郎        | 鈴木（貫）內閣 東久邇宮內閣          | 1945年5月19日－1945年8月30日                                                                                                 |
|                          | 松前重義          | 東久邇宮內閣 幣原內閣                | 1945年8月30日－1946年4月8日                                                                                                  |
|                          | （欠）            | 幣原內閣 第1次吉田內閣               | 1946年4月8日－1946年6月30日 新谷寅三郎遞信院次長代任總裁                                                                     |
| 遞信大臣（第2期）        |                   |                                      | |
| 50                       | 一松定吉          | 第1次吉田內閣                        | 1946年7月1日－1947年5月24日                                                                                                  |
| 51                       | 片山哲            | 片山內閣                             | 1947年5月24日－1947年6月1日 由內閣總理大臣臨時代理                                                                           |
| 52                       | 三木武夫          | 片山內閣                             | 1947年6月1日－1948年3月10日                                                                                                  |
| 53                       | 富吉榮二          | 蘆田內閣                             | 1948年3月10日－1948年10月15日                                                                                                |
| 54                       | 吉田茂            | 第2次吉田內閣                        | 1948年10月15日－1948年10月19日 由內閣總理大臣臨時代理                                                                        |
| 55                       | 降旗德彌          | 第2次吉田內閣                        | 1948年10月19日－1949年2月16日                                                                                                |
| 56                       | 小澤佐重喜        | 第3次吉田內閣                        | 1949年2月16日－1949年6月1日                                                                                                  |

## 外部連結
- 遞信省-写真中的明治、大正- （页面存档备份，存于）